# Juan Pablo Colmenarejo
Juan Pablo Colmenarejo Pérez (Madrid, 17 de septiembre de 1967-Madrid, 23 de febrero de 2022) fue un periodista radiofónico español. Desde 2018 hasta su fallecimiento, fue el director y presentador del programa matinal Buenos Días Madrid de Onda Madrid, cadena de radio a la que llegó tras haber dirigido y presentado el informativo nocturno de la Cadena Cope, La linterna, desde 2009.

## Trayectoria
Licenciado en Ciencias de la Información por la Universidad de Navarra (1990), realiza al mismo tiempo sus primeros trabajos radiofónicos en la emisora Radiocadena Española de Radio Nacional de España en Pamplona. Durante siete años trabaja en la Cadena Cope, llegando a dirigir y presentar el Informativo mediodía (1995 -1998). Marcha entonces a Televisión Española a ocupar el puesto de subdirector de programas informativos formando equipo con Javier González Ferrari y Alfredo Urdaci. Es editor de la primera edición del Telediario, y en Radio 1 de RNE presentará el matinal España a las ocho.
En 2002 se incorpora a la cadena de radio privada Onda Cero como responsable sucesivamente de los informativos del fin de semana, del programa nocturno La brújula y, durante cinco temporadas, de Noticias mediodía. En 2009 vuelve a la COPE en sustitución de César Vidal al mando del programa nocturno La linterna, que también emitió durante algunos meses la televisión del grupo Popular TV. En julio de 2011 asume también la dirección de servicios informativos de COPE al marchar Nacho Villa a ocupar la dirección general de la Radiotelevisión de Castilla-La Mancha, puesto que ocupa hasta el 31 de mayo de 2013, cuando es sustituido por el hasta entonces subdirector José Luis Pérez.
Era el autor de la bitácora El grafitero.
Su último trabajo desde 2018 fue en Onda Madrid, donde presentó el programa de las mañanas. Asimismo fue vocal de la Asociación de la Prensa de Madrid y escribía en el dominical del periódico ABC.
Juan Pablo Colmenarejo falleció en Madrid el 23 de febrero de 2022, en el Hospital de La Paz tras sufrir un accidente cerebrovascular. El derrame cerebral irreversible le sobrevino después de realizar su programa matinal de Onda Madrid Buenos días Madrid y cuando se encontraba dando clase en la Universidad Villanueva, donde impartía la asignatura de radio.

## Premios y reconocimientos
- Antena de Oro 2004 en radio al programa La brújula de Onda Cero.
- II Premio de Comunicación Juan Pablo II 2009 de la Fundación Crónica Blanca.
- Micrófono de Oro 2010 en el apartado de Radio de la Federación Española de Asociaciones de Radio y Televisión.
- Premio ¡Bravo! 2010 de Radio de la Comisión Episcopal de Medios de Comunicación Social.
- Premio Víctor de la Serna, al periodista más destacado del año 2011, de la Asociación de la Prensa de Madrid.[6]
- Premio Micrófono de los informadores 2012
- * Antena de Plata 2019 en radio al programa Buenos Días, Madrid de Onda Madrid.